# 성인 애니메이션

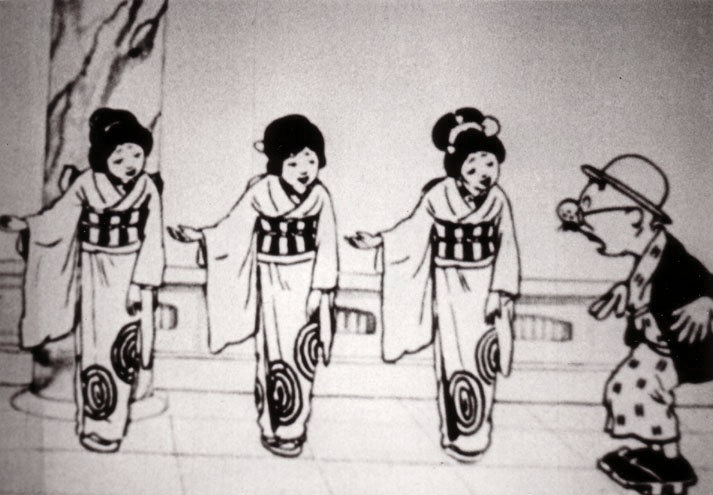

성인 애니메이션 또는 어덜트 애니메이션(영어: adult animation, 일본어: アダルトアニメ)은 성인을 대상으로 한 성적인 표현을 포함한 애니메이션을 가리킨다. 각 국가별 성인 연령 기준에 따라 17~19세 미만의 시청이 금지되어 있다.
1975년에 방영된 ‘저는 그의 아내와 같이 잤습니다’ 를 시작으로 발전하였다.

## 호칭
- 헨타이 애니메이션(hentai animation), 헨타이 애니메(hentai anime)
- 에로 애니메(일본어: エロアニメ 에로 아니메[*]): 일본에서 불리는 명칭이다.
- 18금 애니메(일본어: 18禁アニメ 쥬하치킨 아니메[*]): 일본에서 불리는 명칭 중 하나로, 일본의 영상물 성인 기준이 18세에서 유래된 단어이다.
- 야한 애니메이션: 대한민국에서 불리는 명칭으로, 약칭으로 야애니라는 단어도 사용된다.
- 19금 애니: 대한민국에서 불리는 명칭이다.

## 주요 작품
- 새 여동생 마왕의 계약자
- 투 러브 트러블
- 성흔의 퀘이사
- 키스X시스
- 제로의 사역마
- 요스가노소라
- 신세기 에반게리온
- 카우보이 비밥
- 공각기동대
- 러브 칵테일
- 엘리베이터
- 누들누드
- 이온 플럭스

## 같이 보기
- 카툰 포르노그래피(cartoon pornography)
- 성인 만화
- 성인 게임
- 에로게
- 레이팅(Rating)
- E-Hentai